# Bastaardklaproos
De bastaardklaproos (Papaver hybridum) is in Nederland een zeer zeldzame eenjarige plant uit de papaverfamilie (Papaveraceae). De soort is afkomstig uit Zuid-Europa. De plant groeit op akkerland, in wegbermen en in braakland.
De plant wordt 10-50 cm hoog en bevat wit melksap. De 6-7 cm lange bladeren zijn met haren bezet. De plant bloeit in Zuid-Europa van maart tot mei en heeft meerdere bloemstengels met aan het eind van elke stengel een bloem. De 2-5 cm grote bloemen zijn helderrood. De bloemknoppen hangen naar beneden en gaan bij het openen omhoog staan. De bloem wordt in de knop omgeven door twee harige kelkbladen. De bloemkroon bestaat uit vier kroonbladen, die elkaar niet overlappen dit in tegenstelling tot de meeste andere klaproossoorten, met aan de basis een donkere, purperzwarte vlek. De talrijke meeldraden zijn lichtblauw tot indigo van kleur.
De bastaardklaproos heeft een ronde tot iets ovale zaaddoos, die met witte, stijve haartjes is bezet. Deze zaaddoos heeft een deksel, waaronder uit de porierand de zaadjes worden verspreid als de stengel door de wind wordt bewogen. De zaadjes zijn niervormig. 

## Namen in andere talen
- Engels: Poppy
- Duits: Bastard-Mohn of Krummbortsiger Mohn

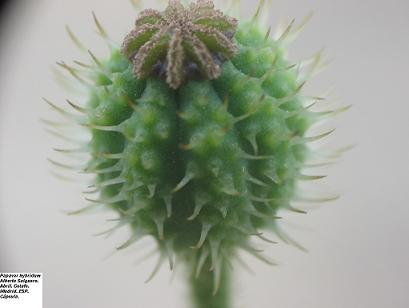
Zaaddoos

- Frans: Pavot hybride

... · 
P. alpinum · 
P. argemone (Ruige klaproos) · 
P. bracteatum · 
P. californicum · 
P. dahlianum · 
P. dubium (Bleke klaproos) · 
P. hybridum (Bastaardklaproos) · 
P. nudicaule · 
P. orientale (Reuzenklaproos) · 
P. radicatum · 
P. rhoeas (Grote klaproos) · 
P. rupifragum · 
P. rupifragum var. atlanticum (Donzige klaproos) · 
P. somniferum (Slaapbol) · 
P. umbonatum · 
...